# Departamentul Alto Paraguay (Paraguay)
Alto Paraguay (în spaniolă Paraguayul de Sus) este unul din cele 17 departamente din Paraguay, unul slab populat. Capitala departamentului este orașul Fuerte Olimpo.
În 1992, Departamentul Chaco a fuzionat cu Alto Paraguay.

## Natura și parcuri naționale
Alto Paraguay conține o cantitate mare și variată de resurse naturale, motiv pentru care acest departament găzduiește mai multe parcuri naționale, fiecare cu caracteristici diferite. Parcul Național Defensores del Chaco este cel mai mare de pe teritoriul Paraguayului. Parcul menționat găzduiește dealul Cerro León, care este cel mai înalt punct din regiunea de nord a Paraguayului. Suprafața uscată este optimă pentru creșterea diferitelor tipuri de cactus. Un alt parc din acest departament, Parque Nacional Río Negro, este situat într-o zonă cu mai multe lacuri mici și găzduiește cea mai mare parte a faunei din departament. Alte parcuri naționale din Alto Paraguay sunt Parque Nacional Coronel Cabrera și Parque Nacional Chovoreca, care se află în regiuni uscate.

## Agricultură, zootehnie și defrișări
Cele mai mari rezerve ale Paraguayului de păduri virgine fertile nedezvoltate acoperite și cele mai mici prețuri ale terenurilor se găsesc în Alto Paraguay; prin urmare, agricultura și zootehnia încep să fie din ce în ce mai prezente. Fertilitatea solurilor adânci sedimentare ale Chaco este, în general, ridicată, cu excepția părților de vest, unde există soluri foarte nisipoase și unele zone umede sezoniere din câmpia estică. Precipitațiile anuale sunt suficiente în est (în jur de 1200 mm), în centru (aproximativ 900 mm) și în vest (în jur de 700 mm). Cel mai provocator aspect pentru fermieri este lipsa drumurilor și a infrastructurii decente.
Avansul agriculturii este inevitabil în detrimentul pădurii native din zonă. În cele două decenii din 1990 până în 2010, Paraguay a avut una dintre cele mai mari rate de defrișare la nivel mondial. World Land Trust estimează defrișarea în Chaco Paraguay la peste 200.000 hectare doar pentru anul 2008.
Cea mai importantă activitate în departamentu este, de departe, creșterea bovinelor, atât în savanele estice, cât și pe pășunile plantate din zonele defrișate. Cultivarea de sorg, trestie de zahăr și (în faza de planificare din ianuarie 2009, pentru vestul arid) jatrofa sunt evoluții foarte recente.

## Districte
Departamentul este împărțit în cinci districte:
1. Bahía Negra
2. Capitán Carmelo Peralta
3. Fuerte Olimpo
4. Puerto Casado
5. Mayor Pablo Lagerenza